# پان چیانگ
پان چیانگ (انگلیسی: Pan Qiang؛ زادهٔ ۲۱ ژانویهٔ ۱۹۸۵) تیرانداز اهل چین است. وی در بازی‌های المپیک تابستانی ۲۰۱۶ حضور داشته‌است.